# Arhipelagul Chagos

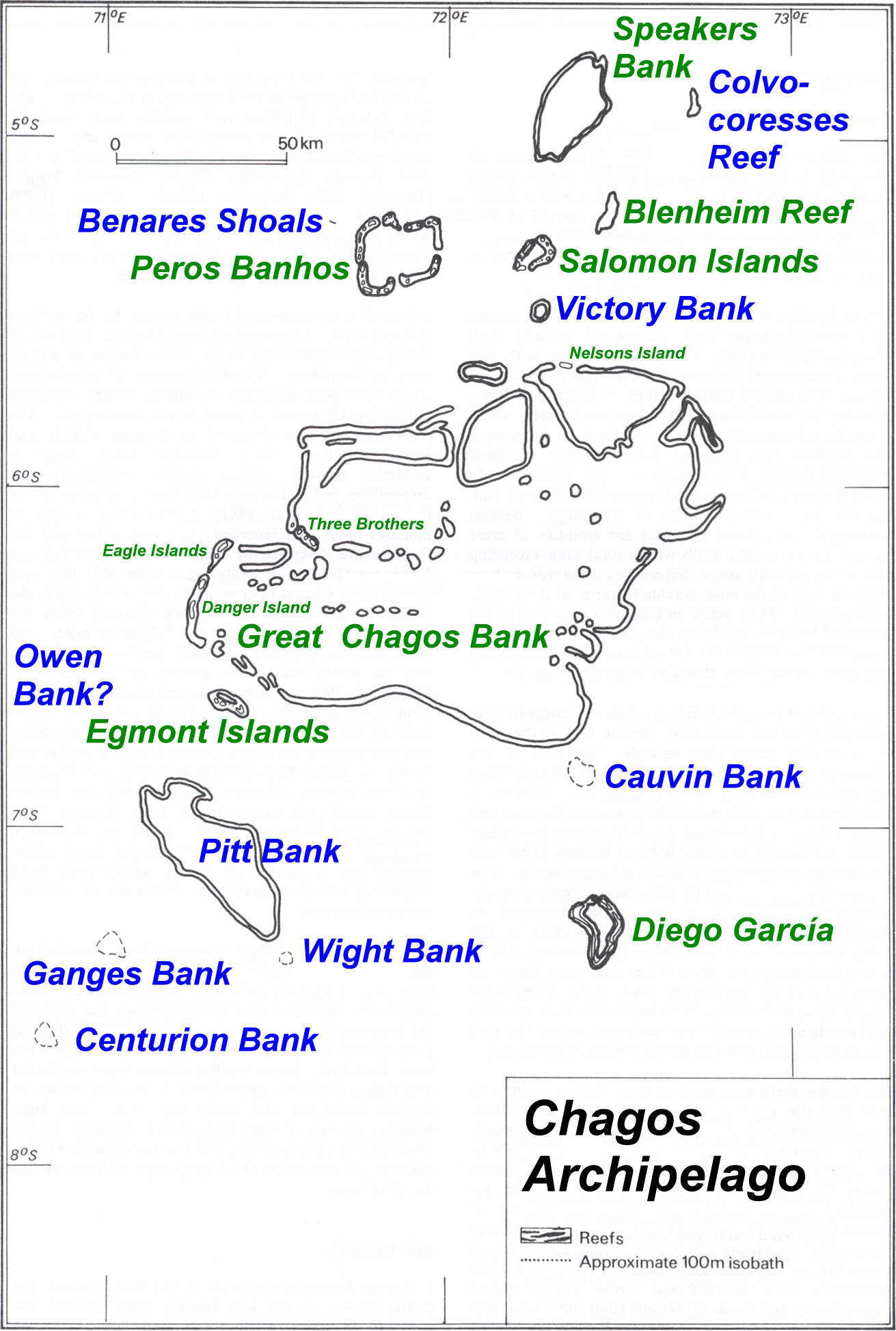
Arhipelagul Chagos

Arhipelagul Chagos este un grup de 65 insule tropicale în Oceanul Indian, care se găsește la 500 km de Maldive și fac parte din Teritoriul Britanic din Oceanul Indian.

## Geografie
Suprafața totală a insulelor este de 63 km², cea mai mare Diego Garcia, are o suprafață de 44 km². Există cinci grupuri principale de insule: Peros Banhos, Insulele Solomon, Eagle Islands, Egmont Islands și Tres Hermanos.

## Istorie
Cedat de Franța în 1814, a fost obținut și inițial administrat de Marea Britanie și Insulele Mauritius. Începând cu 1976, a devenit teritoriu britanic, situat strategic în centrul Oceanului Indian. Insula principală Diego Garcia a devenit bază aeriană și navală, pentru SUA și Marea Britanie, la mijlocul secolului al XX-lea, ceea ce a stârnit protestul statelor insulare și de coastă din regiune.
La 22 iunie 2017, Adunarea Generală a Națiunilor Unite (94 de voturi pentru, 15 împotrivă și 65 de abțineri) a solicitat Curții Internaționale de Justiție să dea un aviz consultativ cu privire la respectarea Regatului Unit cu normele relevante. de drept internațional în procesul de decolonizare. De asemenea, rezoluția solicită Curții despre consecințele legale ale separării arhipelagului Mauritius în 1965 și a menținerii arhipelagului sub administrația britanică. Analiza votului relevă un sprijin al marilor țări din Sud (Africa de Sud, Algeria, Cuba, Egipt, India, Nigeria, Filipine, Vietnam etc.) din Mauritius, în timp ce opoziția provine de la aliații apropiați ai Statelor Unite și Regatul Unit (Australia, Israel, Japonia, Franța etc.). În septembrie 2018, Mauritius a înaintat cauza în fața Curții Internaționale de Justiție pentru a obține un aviz consultativ împotriva obiecțiilor britanice. În 2016, autoritățile britanice reînnoiesc timp de 20 de ani împrumutul insulei Diego Garcia din Statele Unite.
La 25 februarie 2019, într-un aviz consultativ, Curtea Internațională de Justiție a constatat că Regatul Unit a separat "ilegal" Arhipelagul Chagos de Mauritius după independența sa în 1968. 
Adunarea generală a ONU a adoptat o rezoluție la 22 mai 2019, prin care a fost comandată Marii Britanii să returneze Arhipelagul Chagos în Republica Mauritius în termen de șase luni, ceea ce ar permite chagossienilor să își recupereze teren.